# Jürgen Körner (Physiker)

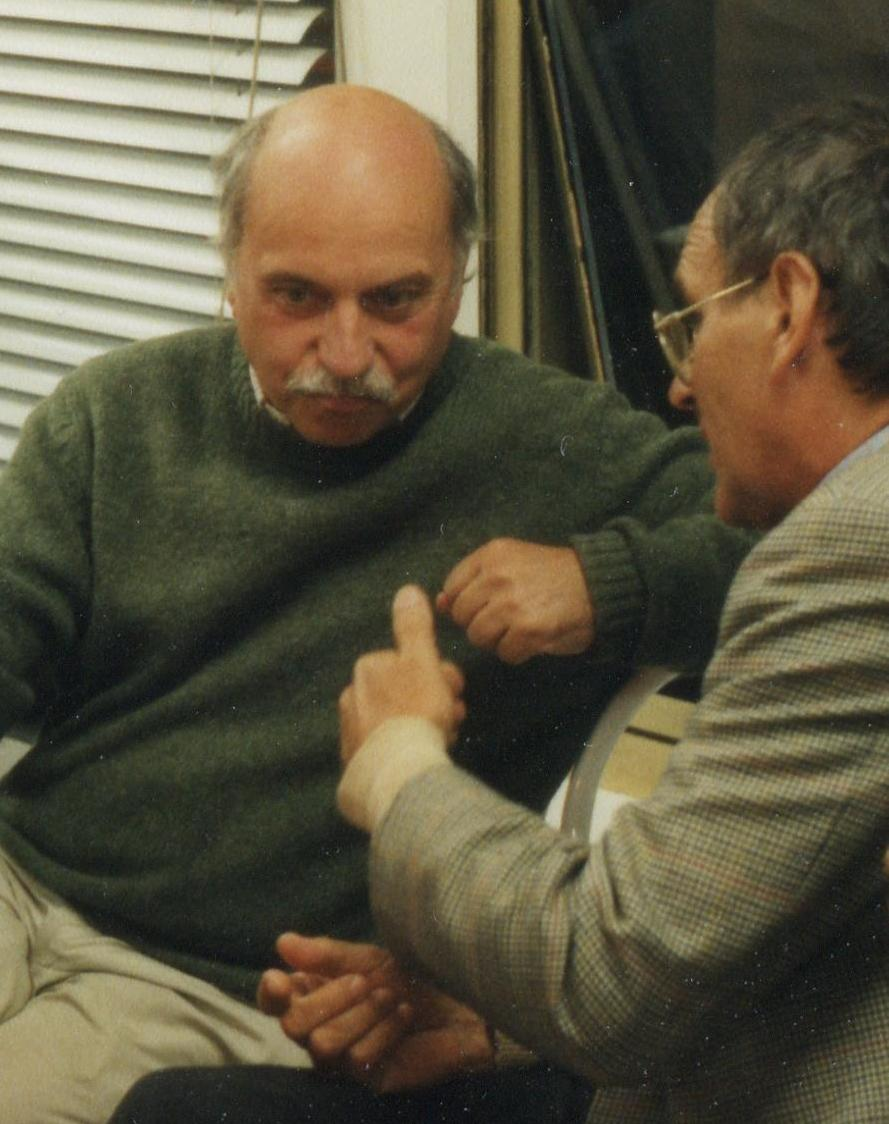
Jürgen Körner (links) im Gespräch mit Carlo Becchi, 1996

Jürgen Hans Garlef Körner (* 9. April 1939 in Hongkong; † 16. Juli 2021 in Mainz; Autorenname: Jürgen G. Körner) war ein deutscher theoretischer Physiker und Hochschullehrer an der Johannes Gutenberg-Universität Mainz, der sich schwerpunktmäßig mit der Theorie der Elementarteilchen beschäftigte.

## Leben und Wirken
Jürgen G. Körner wurde als viertes Kind eines Hamburger Außenhandelskaufmanns und seiner ebenfalls in Hamburg beheimateten Frau während eines bis 1949 dauernden Ostasienaufenthaltes geboren. Neben seiner Muttersprache lernte Jürgen in Kanton fließend und akzentfrei Englisch und Kantonesisch. Nach dem Gymnasium in Blankenese studierte er Physik an der Technischen Universität Berlin, der Universität Hamburg und der Northwestern University in Evanston, Illinois (USA). Dort wurde er 1966 bei Professor Richard H. Capps promoviert. Nachfolgende Stationen seiner Forschungstätigkeit waren das Imperial College London, die Columbia University in New York (USA), die Universität Heidelberg, sowie das Deutschen Elektronen-Synchrotron (DESY) in Hamburg. An der Universität Hamburg habilitierte er sich 1976.
Im Jahr 1982 wurde er auf eine Professur für Theoretische Physik an der Johannes Gutenberg-Universität in Mainz berufen, die er bis zu seiner Pensionierung im Jahre 2004 innehatte. Schwerpunkt seiner Tätigkeit war die Theorie der Elementarteilchen. Sein Forschungsinteresse galt dabei der Teilchenphänomenologie, der Physik schwerer Quarks, Polarisationseffekten und Zerfallsvorgängen. Im Rahmen von zwei geförderten Forschungsprojekten beschäftigte er sich mit einer „Effektiven Theorie für schwere Quarks“ (1992–1994) und „Strahlungskorrekturen im Standardmodell“. Auch nach seiner Pensionierung blieb er in der wissenschaftlichen Arbeitsgruppe „Theoretische Hochenergiephysik“ am „Institut für Physik“ der Universität aktiv und publizierte in internationalen Fachzeitschriften. Insgesamt erschienen von ihm über 240 Veröffentlichungen, die über 7800 mal zitiert wurden und zu einem h-Index von 51 führten (Stand Juli 2021 nach Scopus).
Jürgen G. Körner starb am 16. Juli 2021 im Alter von 82 Jahren.

## Veröffentlichungen (Auswahl)
- Hrsg.: Current induced reactions. International Summer Institute on Theoretical Particle Physics in Hamburg, 1975. Springer Verlag, Berlin Heidelberg New York 1976, OCLC 263609447
- mit Gerhard A. Schuler: Exclusive semi-leptonic decays of bottom mesons in the spectator quark model. (englisch) Deutsches Elektronen-Synchrotron, Hamburg 1987, OCLC 35479906
- mit Gerhard A. Schuler: Exclusive semileptonic heavy meson decays including lepton mass effects. (englisch) Deutsches Elektronen-Synchrotron, Hamburg 1989, OCLC 35500844
- Hrsg. mit P. Kroll: Heavy quark physics : proceedings of the 138th WE-Heraeus Seminar, Physikzentrum Bad Honnef, Germany, December 14-16, 1994. (englisch) World Scientific, Singapore New Jersey 1995, OCLC 34254381
- mit Z. Merebashvili, Mikhail Rogal: Next-to-next-to-leading order Ο(α2α2s) [Omicron (alpha 2 alpha 2 s)] results for top quark pair production in photon-photon collisions the loop-by-loop contribution. (englisch) Deutsches Elektronen-Synchrotron in der Helmholtz-Gemeinschaft (DESY), Zeuthen 2006, OCLC 1184281869